# 16才のテーマ
『16才のテーマ』（じゅうろくさいのテーマ）は、山口百恵の6枚目のスタジオ・アルバム。1975年5月1日にCBSソニーよりリリースされた。

## 概要
帯コピー：何が起る! 16才の新しいページ!
シングル曲「冬の色」「湖の決心」を収録。B面は百恵の主演映画『潮騒』をテーマに制作された。
「少年の海」「炎の前で」「美え貝」のイントロ部分には百恵のナレーションが入っている。1991年9月15日に発売されたCD選書版ではナレーションがカットされている。
2003年6月4日に発売された、全オリジナルアルバム22枚を復刻したCD-BOX『MOMOE PREMIUM』にはリマスタリング音源で収録され、ナレーションも復刻している（2007年9月30日には更なるマスターサウンド仕様が施された『Complete MOMOE PREMIUM』が発売された）。

## 収録曲

### LP／CT
| #         | タイトル               | 作詞      | 作曲      | 編曲         | 時間  |
| --------- | ---------------------- | --------- | --------- | ------------ | ----- |
| 1.        | 「湖の決心」           | 千家和也  | 都倉俊一  | 森岡賢一郎   | 3:14  |
| 2.        | 「冬の色」             | 千家和也  | 都倉俊一  | 馬飼野康二   | 3:00  |
| 3.        | 「春の奇蹟」           | 千家和也  | 都倉俊一  | 森岡賢一郎   | 2:51  |
| 4.        | 「ふたりに春が」       | 千家和也  | 都倉俊一  | あかのたちお | 2:52  |
| 5.        | 「ともだちそれとも妹」 | 白井章生  | 高田弘    | 高田弘       | 2:36  |
| 6.        | 「新しい地図」         | 白井章生  | 高田弘    | 高田弘       | 3:50  |
| 合計時間: | 合計時間:              | 合計時間: | 合計時間: | 合計時間:    | 18:23 |

| 全作詞: 千家和也、全編曲: 穂口雄右。 |                                           |           |          |      |
| #                                    | タイトル                                  | 作詞      | 作曲     | 時間 |
| 1.                                   | 「少年の海 -出逢い-」(映画『潮騒』主題歌) | 千家和也  | 都倉俊一 | 3:34 |
| 2.                                   | 「乾いた唇」                              | 千家和也  | 都倉俊一 | 3:02 |
| 3.                                   | 「炎の前で」                              | 千家和也  | 穂口雄右 | 3:20 |
| 4.                                   | 「噂の少女」                              | 千家和也  | 穂口雄右 | 3:07 |
| 5.                                   | 「涙のことづて -手紙-」                   | 千家和也  | 都倉俊一 | 3:20 |
| 6.                                   | 「美え貝」                                | 千家和也  | 都倉俊一 | 2:33 |
| 合計時間:                            | 合計時間:                                 | 合計時間: | 18:56    |      |

## 関連作品
- MOMOE PREMIUM
- 山口百恵 22 Original Albums Collection
- Complete MOMOE PREMIUM